# Axel W. Ahlberg
Axel Wilhelm Ahlberg, född 26 april 1874 i Gällstads församling, Älvsborgs län, död 11 juni 1951 i Engelbrekts församling, Stockholm, var en svensk språkman. 
Ahlberg blev filosofie doktor i Lund 1900 och docent i latinska språket och litteraturen samma år. År 1909 blev han lektor i Växjö och var 1916-1926 rektor vid Norrköpings högre allmänna läroverk. Han blev 1925 lektor i latin och grekiska vid Högre latinläroverket på Norrmalm för vilket han var rektor 1929-1939. Han tilldelades professors namn 1941.
Ahlberg gjorde sig känd som forskare inom latinsk filologi. Bland hans skrifter märks De proceleusmaticis iamborum trochæorumque antiquæ scænicæ poesis latinæ (1900), en utgåva av Sallustius Bellum lugurthinum (1915) och Latinsk grammatik (tionde upplagan, omarbetad av Karl Thunell, 1959).
Axel W. Ahlberg var son till August Ahlberg och bror till Adolf och Gustaf Ahlberg.